# William Wyler
William Wyler, geboren als Wilhelm Weiller, (Mülhausen (Duitsland (tegenwoordig Mulhouse, Frankrijk), 1 juli 1902 - Los Angeles (Verenigde Staten), 27 juli 1981) was een Duits-Zwitserse filmregisseur, bekend van films als The Best Years of Our Lives, Roman Holiday en Ben-Hur. Hij stond bekend als een van de meest perfectionistische filmmakers van zijn tijd, die volledige controle over het maken van de film eiste en zijn acteurs tot het uiterste kon drijven. Zelfs de eenvoudigste scène moest meerdere malen worden opgenomen. Hieraan hield hij de bijnaam "90-Take Wyler" over. William Wyler werd twaalf keer genomineerd voor de Oscar voor Beste Regisseur. Hij zou deze Oscar drie keer winnen; alleen John Ford heeft deze prijs vaker gewonnen.

## Biografie
William Wyler werd geboren in de Elzas, destijds onderdeel van Duitsland, als zoon van een Zwitserse vader, een verkoper van manufacturen, en een Duitse moeder. Hij ging naar school in Lausanne, Zwitserland, en leerde viool spelen aan het conservatorium van Parijs. Zijn moeder was een nicht van Carl Laemmle, de oprichter van Universal Studios. Wyler zou Laemmle in Parijs hebben ontmoet, die hem daar een baan aanbood bij Universal.
In 1920, op 18-jarige leeftijd, emigreerde hij van Europa naar het hoofdkwartier van Universal in New York, waar hij ging werken op de publiciteitsafdeling. In 1922 trok hij verder naar Californië, waar hij op de set begon te werken, eerst als de persoon die moest zorgen voor de rekwisieten. Hij werkte zich snel op in het bedrijf, en in 1923 was hij assistent-regisseur van The Hunchback of Notre Dame, met Lon Chaney in de titelrol, en productieassistent van de eerste filmversie van Ben-Hur in 1925. In 1925 regisseerde hij zijn eerste film, de western Crook Buster. Hierna maakte hij meer dan veertig B-westerns, eerst korte two-reelers, later ook lange speelfilms. Begin jaren dertig mocht hij films van hogere kwaliteit maken, waaronder Hell's Heroes (1930).
In het midden van de jaren dertig verliet Wyler Universal en begon hij een samenwerking met de onafhankelijke filmproducent Samuel Goldwyn. De eerste film die hij voor Goldwyn maakte was These Three uit 1936, gebaseerd op het controversiële toneelstuk The Children's Hour van Lillian Hellman. Deze film was tevens zijn eerste samenwerking met cameraman Gregg Toland, die later vaker met Wyler zou samenwerken. Dankzij Tolands pionierwerk in de deep-focus-fotografie kon Wyler veel gebruikmaken van long takes. Dankzij de deep-focus-techniek konden meerdere personages namelijk scherp in hetzelfde shot worden gefilmd, waardoor hele scènes door elkaar gespeeld konden worden. Zijn volgende film voor Goldwyn, Dodsworth, was een groot succes, en betekende Wylers eerste Oscarnominatie. Hij nam verder drie films op met Bette Davis in de hoofdrol: Jezebel (1938), The Letter (1940) en The Little Foxes (1942). Ook regisseerde hij de doorbraakfilm van Laurence Olivier, Wuthering Heights uit 1939. Olivier zou later hebben gezegd dat Wyler hem leerde in een film te acteren.
Voor Mrs. Miniver uit 1942 won Wyler zijn eerste Oscar. De film won tevens de Academy Award voor Beste Film. Mrs. Miniver, een film over een Engelse middenstandsfamilie die probeert het hoofd te bieden aan de heersende oorlog, hielp Amerikanen betrokken te raken bij de Tweede Wereldoorlog en de kant te kiezen van de Engelsen. Na Mrs. Miniver werd Wyler officier bij de Amerikaanse luchtmacht en werd hij verbonden aan de in Engeland gestationeerde bommenwerpergroep. Tijdens de oorlog verloor hij het gehoor aan zijn rechteroor. In het leger nam hij tevens de documentaires The Memphis Belle: a Story of a Flying Fortress (1944) en Thunderbolt! op. Wyler kreeg voor zijn diensten in de oorlog de rang van luitenant-kolonel en een eremedaille. Na zijn terugkeer uit de oorlog nam hij de film The Best Years of Our Lives (1946) op, het verhaal van drie oorlogsveteranen die terugkeren uit de oorlog en weer proberen te wennen aan het alledaagse leven. Net als Mrs. Miniver won ook deze film de Academy Award voor Beste Film, en kreeg Wyler zijn tweede Oscar voor Beste Regisseur.
Na de oorlog nam Wyler steeds meer ook het productieproces van zijn films op zich. Andere films uit zijn naoorlogse tijd zijn onder andere The Heiress (1949), Detective Story (1951), The Desperate Hours (1955) en Friendly Persuasion (1956). Ook regisseerde hij Audrey Hepburn in haar eerste, Oscarwinnende hoofdrol in Roman Holiday (1955). Het historische epos Ben-Hur uit 1959, met Charlton Heston in de titelrol, werd een van de succesvolste films aller tijden. De film haalde $ 74 miljoen op, waarmee het in 1959 de op drie na best bezochte film aller tijden werd. Ook haalde de film elf van de twaalf Oscars op waarvoor hij was genomineerd, waaronder een Oscar voor Beste Regisseur voor Wyler. Het recordaantal van elf Oscars is sindsdien twee keer geëvenaard, door Titanic en The Lord of the Rings: The Return of the King. Overigens had hij ook meegewerkt aan de stommefilmversie van het verhaal uit 1926.
In 1961 verfilmde hij opnieuw The Children's Hour, waarbij hij ditmaal de lesbische driehoeksverhouding in stand kon houden. In 1965 won hij de Irving G. Thalberg Memorial Award voor zijn gehele oeuvre. Zijn laatste grote hit was Funny Girl uit 1968 met Barbra Streisand in de hoofdrol, en zijn laatste film was The Liberation of L.B. Jones uit 1970, maar deze film wist geen succes te worden. Later moest hij door een verzwakte gezondheid afzien van het maken van films. In 1976 kreeg hij de Life Achievement Award van het American Film Institute.
William Wyler stierf op 79-jarige leeftijd in Beverly Hills aan een hartaanval.
Wyler was tweemaal getrouwd, met actrice Margaret Sullavan van 1934 tot 1936 en met actrice Margaret Tallichet van 1938 tot 1981. Met Tallichet kreeg hij vier kinderen.

## Filmografie
Speelfilms
- 1926: Lazy Lightning
- 1926: The Stolen Ranch
- 1927: Straight Shootin'
- 1927: Hard Fists
- 1927: The Border Cavalier
- 1927: Desert Dust
- 1927: Thunder Riders
- 1928: Anybody Here Seen Kelly?
- 1929: The Shakedown
- 1929: The Love Trap
- 1930: Hell's Heroes
- 1930: The Storm
- 1931: A House Divided
- 1932: Tom Brown of Culver
- 1933: Her First Mate
- 1933: Counsellor at Law
- 1934: Glamour
- 1935: The Good Fairy
- 1935: The Gay Deception
- 1936: These Three
- 1936: Dodsworth
- 1936: Come and Get It
- 1937: Dead End
- 1938: Jezebel
- 1939: Wuthering Heights
- 1940: The Westerner
- 1940: The Letter
- 1941: The Little Foxes
- 1942: Mrs. Miniver
- 1946: The Best Years of Our Lives
- 1947: Thunderbolt!
- 1949: The Heiress
- 1951: Detective Story
- 1952: Carrie
- 1953: Roman Holiday
- 1955: The Desperate Hours
- 1956: Friendly Persuasion
- 1958: The Big Country
- 1959: Ben-Hur
- 1961: The Children's Hour
- 1965: The Collector
- 1966: How to Steal a Million
- 1968: Funny Girl
- 1970: The Liberation of L.B. Jones

Documentaire's
- 1944: The Memphis Belle: A Story of a Flying Fortress

Korte films
- 1925: The Crook Buster
- 1926: The Gunless Bad Man
- 1926: Ridin' for Love
- 1926: The Fire Barrier
- 1926: Don't Shoot
- 1926: The Pinnacle Rider
- 1926: Martin of the Mounted
- 1927: The Two Fister
- 1927: Kelcy Gets His Man
- 1927: Tenderfoot Courage
- 1927: The Silent Partner
- 1927: Blazing Days
- 1927: Gallopin' Justice
- 1927: The Haunted Homestead
- 1927: The Lone Star
- 1927: The Ore Raiders
- 1927: The Home Trail
- 1927: Gun Justice
- 1927: The Phantom Outlaw
- 1927: The Square Shooter
- 1927: The Horse Trader
- 1927: Daze of the West

## Prijzen en nominaties

### Oscars
- 1937: Beste Regie – Dodsworth (nominatie)
- 1940: Beste Regie – Wuthering Heights (nominatie)
- 1941: Beste Regie – The Letter (nominatie)
- 1942: Beste Regie – The Little Foxes (nominatie)
- 1943: Beste Regie – Mrs. Miniver (gewonnen)
- 1947: Beste Regie – The Best Years of Our Lives (gewonnen)
- 1950: Beste Regie – The Heiress (nominatie)
- 1950: Beste Film – The Heiress (nominatie)
- 1952: Beste Regie – Detective Story (nominatie)
- 1954: Beste Regie – Roman Holiday (nominatie)
- 1954: Beste Film – Roman Holiday (nominatie)
- 1957: Beste Regie – Friendly Persuasion (nominatie)
- 1957: Beste Film – Friendly Persuasion (nominatie)
- 1960: Beste Regie – Ben-Hur (gewonnen)
- 1966: Beste Regie – The Collector (nominatie)
- 1966: Irving G. Thalberg Memorial Award (gewonnen)

### Filmfestival Cannes
- 1952: Grote Prijs – Detective Story (nominatie)
- 1957: Gouden Palm – Friendly Persuasion (gewonnen)
- 1965: Gouden Palm – The Collector (nominatie)

### Golden Globes
- 1960: Beste Regie – Ben-Hur (gewonnen)
- 1962: Beste Regie – The Children's Hour (nominatie)
- 1966: Beste Regie – The Collector (nominatie)
- 1969: Beste Regie – Funny Girl (nominatie)